# Chiesa dei Santi Simeone e Giuda
La chiesa dei Santi Simeone e Giuda è una chiesa rupestre dei Sassi di Matera, situata presso il Sasso Caveoso.

## Descrizione
Durante il periodo angioino, la chiesa è stata elevata a parrocchia per consentire alle donne di prendere parte alle funzioni religiose senza essere infastidite dai soldati francesi. 
Oggi restano pochissime tracce dell'antico luogo di culto.